# Atlasov (đảo)
Atlasov, được biết đến ở Nga là Ostrov Atlasova (Остров Атласова), và ở Nhật Bản là Araido (阿頼度岛), là đảo núi lửa cao nhất của quần đảo Kuril, và là một phần của Sakhalin thuộc Nga. Tên khác của hòn đảo này bao gồm Uyakhuzhach, Oyakoba và Alaid.